# 桑德尔·博施克尔
桑德尔·博施克尔(Sander Bernard Jozef Boschker 荷蘭語發音：[ˈsɑndər ˈbɔskər]; 1970年10月20日—)是荷蘭的已退役職業足球運動員，司職守門員，曾效力荷蘭足球甲級聯賽川迪25年曾出場555次。
博施克尔曾代表荷蘭國家足球隊出戰2010年世界盃。

## 榮譽

### 球會
川迪
- 荷蘭足球甲級聯賽: 2009–10
- 荷蘭盃: 2000–01, 2010–11
- 歐洲足協圖圖盃: 2006

阿積士
- 荷蘭足球甲級聯賽: 2003–04

### 國家
- 世界盃: 亞軍 2010年世界盃

## 外部連結
- Beijen profile （荷兰文）
- Stats at Voetbal International （页面存档备份，存于） （荷兰文）
- 桑德尔·博施克尔在 National-Football-Teams.com 上的出场纪录
- Soccerway資料庫：桑德尔·博施克尔
- Official fansite （页面存档备份，存于） （荷兰文）